# Toby Gard
Toby Gard (ur. 8 czerwca 1972 w Chelmsford w hrabstwie Essex) – brytyjski projektant gier komputerowych. Pomysłodawca i współtwórca postaci Lary Croft, głównej bohaterki serii Tomb Raider.

## Życiorys
W latach 90. rozpoczął pracę w firmie Core Design, dla której zaprojektował grę BC Racers z 1995. W 1994 zaproponował stworzenie komputerowej gry akcji obserwowanej z perspektywy trzeciej osoby, w której gracz eksploruje starożytne grobowce. Wymyślił wówczas główną bohaterkę gry, archeolożkę Larę Croft, która inspirowana była jego młodszą siostrą, Frances. Gra Tomb Raider została wydana w 1996 i osiągnęła sukces komercyjny, zapewniając firmie przychody ze sprzedaży w wysokości 26 mln euro w dwa lata po premierze.
W 1997 opuścił Core Design, nie godząc się na promowanie Lary Croft w mediach na symbol seksu. W kwietniu 1997 wraz z Paulem Douglasem, współtwórcą gry Tomb Raider, stworzył firmę Confounding Factor z siedzibą w Bristolu, która wyprodukowała grę Galleon z 2004. Premiera gry planowana była na grudzień 1999, jednak z powolu licznych opóźnień ukazała się pięć lat później. Niedługo po wydaniu gry studio ogłosiło upadłość.
Również w 2004 odnowił współpracę z Eidos Interactive, wydawcą gier Tomb Raider, współpracując ze studiem Crystal Dynamics nad siódmą grą z serii, Tomb Raider: Legenda z 2007, jak również przy grach Tomb Raider: Anniversary (2007) i Tomb Raider: Underworld (2008). Za ostatnią z wymienionych gier w styczniu 2009 był nominowany do Writers Guild of America’s Videogame Writing Award w kategorii „najlepszy scenariusz do gry wideo”.
W latach 2010–2012 tworzył komiks internetowy Otherworld. Przez kolejne dwa lata pracował przy reżyserii gry Yaiba – Ninja Gaiden Z. W 2014 otworzył studio Tangentlemen, które wydało grę Here They Lie z 2016.